# Jack McBain
Jack McBain, född 6 januari 2000, är en kanadensisk professionell ishockeyforward som spelar för Utah Hockey Club i National Hockey League (NHL).
Han har tidigare spelat för Arizona Coyotes i NHL och Boston College Eagles i National Collegiate Athletic Association (NCAA).
McBain draftades av Minnesota Wild i tredje rundan i 2018 års draft som 63:e spelare totalt.
Han är son till Andrew McBain.

## Statistik
| 2015–2016   | Don Mills Flyers      | GTHL        | 45  | 25 | 48 | 73 | 44  | 4  | 3 | 3 | 6  | 14 |
| 2016–2017   | Toronto Jr. Canadiens | OJHL        | 42  | 13 | 28 | 41 | 36  | 11 | 4 | 8 | 12 | 22 |
| 2017–2018   | Toronto Jr. Canadiens | OJHL        | 48  | 21 | 37 | 58 | 74  | 4  | 6 | 3 | 9  | 15 |
| 2018–2019   | Boston College Eagles | NCAA        | 35  | 6  | 7  | 13 | 39  | —  | — | — | —  | —  |
| 2019–2020   | Boston College Eagles | NCAA        | 34  | 6  | 15 | 21 | 39  | —  | — | — | —  | —  |
| 2020–2021   | Boston College Eagles | NCAA        | 24  | 6  | 13 | 19 | 12  | —  | — | — | —  | —  |
| 2021–2022   | Arizona Coyotes       | NHL         | 10  | 2  | 1  | 3  | 6   | —  | — | — | —  | —  |
|             | Boston College Eagles | NCAA        | 24  | 19 | 14 | 33 | 14  | —  | — | — | —  | —  |
| 2022–2023   | Arizona Coyotes       | NHL         | 82  | 12 | 14 | 26 | 64  | —  | — | — | —  | —  |
| 2023–2024   | Arizona Coyotes       | NHL         | 67  | 8  | 18 | 26 | 50  | —  | — | — | —  | —  |
| 2024–2025   | Utah Hockey Club      | NHL         | 9   | 2  | 1  | 3  | 19  | —  | — | — | —  | —  |
| NHL totalt  | NHL totalt            | NHL totalt  | 168 | 24 | 34 | 58 | 139 | —  | — | — | —  | —  |
| NCAA totalt | NCAA totalt           | NCAA totalt | 117 | 37 | 49 | 86 | 104 | —  | — | — | —  | —  |

### Internationellt
| Källa: Uppdaterad: 2022-04-13 | Källa: Uppdaterad: 2022-04-13 | Källa: Uppdaterad: 2022-04-13 |         | Utv = Utvisningsminuter | Utv = Utvisningsminuter | Utv = Utvisningsminuter | Utv = Utvisningsminuter | Utv = Utvisningsminuter |
| År                            | Lag                           | Mästerskap                    | Matcher | Mål                     | Assists                 | Poäng                   | Utv                     |                         |
| ----------------------------- | ----------------------------- | ----------------------------- | ------- | ----------------------- | ----------------------- | ----------------------- | ----------------------- | ----------------------- |
| 2017                          | Kanada                        | Ivan Hlinka                   | 5       | 3                       | 2                       | 5                       | 8                       |                         |
| 2018                          | Kanada                        | U18-VM                        | 5       | 1                       | 2                       | 3                       | 2                       |                         |
| 2022                          | Kanada                        | OS                            | 5       | 1                       | 1                       | 2                       | 2                       |                         |
| 2023                          | Kanada                        | VM                            | 10      | 2                       | 2                       | 4                       | 6                       |                         |
| 2024                          | Kanada                        | VM                            | 10      | 0                       | 2                       | 2                       | 6                       |                         |
| Junior totalt                 | Junior totalt                 | Junior totalt                 | 10      | 4                       | 4                       | 8                       | 10                      |                         |
| Senior totalt                 | Senior totalt                 | Senior totalt                 | 25      | 3                       | 5                       | 8                       | 14                      |                         |